# Pfeffernuss

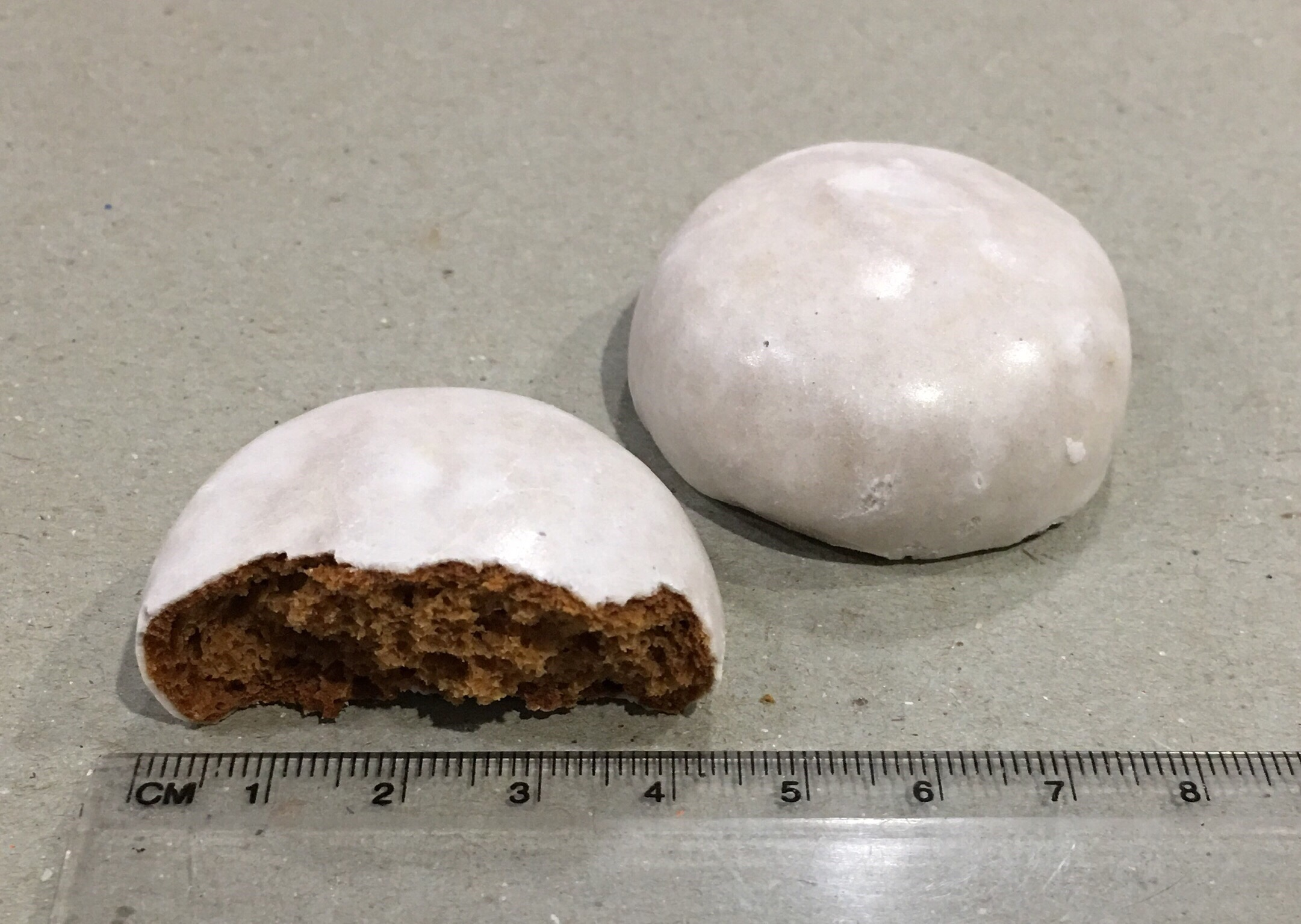
Pfeffernüsse

La Pfeffernuss è una specialità dolciaria tedesca, della quale esistono alcune varianti. 

## Generalità
Nella pasticceria il pepe (Pfeffer, in lingua tedesca) non fa generalmente parte degli ingredienti, ma l'impasto è di norma speziato. Come il pan di zenzero (Lebkuchen), che viene chiamato in Germania anche Pfefferkuchen. La denominazione risale al medioevo, come le spezie esotiche che vengono in genere indicate come "pepe".
La parte esterna dei Pfeffernuss è generalmente fornita di una glassa bianca. In tempi molto recenti si trova anche spesso la parte inferiore liscia con una ricopertura supplementare in cioccolato.  Pfeffernuss speciali sono anche spalmati di zucchero rosa o decorati con perline zuccherose.

## Specialità regionali

### Pfeffernuss di Offenbach
Offenbach am Main era universalmente famosa fino dal XVIII secolo per i suoi Pfeffernuss. La città era citata, in riferimento alle pasticcerie, nelle enciclopedie, nei cataloghi fieristici, nei diari e nelle riviste. Il Land dell'Assia li faceva servire fino al 1980 come specialità locale propria nei ricevimenti ufficiali. Dopo gli anni 1980 i Pfeffernuss sono caduti col tempo nel dimenticatoio. Si tratta di un piattino chiaro e molle, che contiene pepe, noce moscata, coriandolo e cannella. Presumibilmente la ricetta è stata creata dal dolciario di Offenbach Philipp Fleischmann nel 1757. Lo stesso Goethe gradiva molto questo dolce. Dal 2014 questo è nuovamente disponibile.

### Ulteriori località
Nella Germania settentrionale sono dolci a forma emisferica di diametro fino a due centimetri e di maggior consistenza. In parallelo vengono offerte nel periodo di Avvento anche le molli Moppen, che si basano su pasta di panpepato, ricoperta di glassa.
Nella Germania meridionale la pasta viene preparata con cedro e arancia canditi, spesso anche con mandorle. Essa deve diventare secca in una notte. Il forno della Germania meridionale conosce i Pfeffernuss come dolci di bianco d'uovo. Essi vengono offerti e mangiati nel periodo dell'Avvento.
In Sassonia hanno un diametro di tre centimetri, non sono esageratamente speziati, sono tagliati dalla pasta e quindi cotti in forno. Questi Pfeffernuss appaiono leggermente angolati o con spigoli lisci. Essi sono relativamente secchi e liberano un inconfondibile sapore durante la masticazione.